# Scott M. Gimple
Scott Milhouse Gimple (Berkeley Heights, 29 marzo 1971) è un fumettista, sceneggiatore e produttore televisivo statunitense, noto al grande pubblico per Fillmore! e The Walking Dead, della quale lavora attualmente come supervisore dei contenuti del franchise, e precedentemente come showrunner dalla quarta all'ottava stagione.
Ha anche lavorato, tra l'altro, per la serie FlashForward, come scrittore di quattro episodi.

## Filmografia

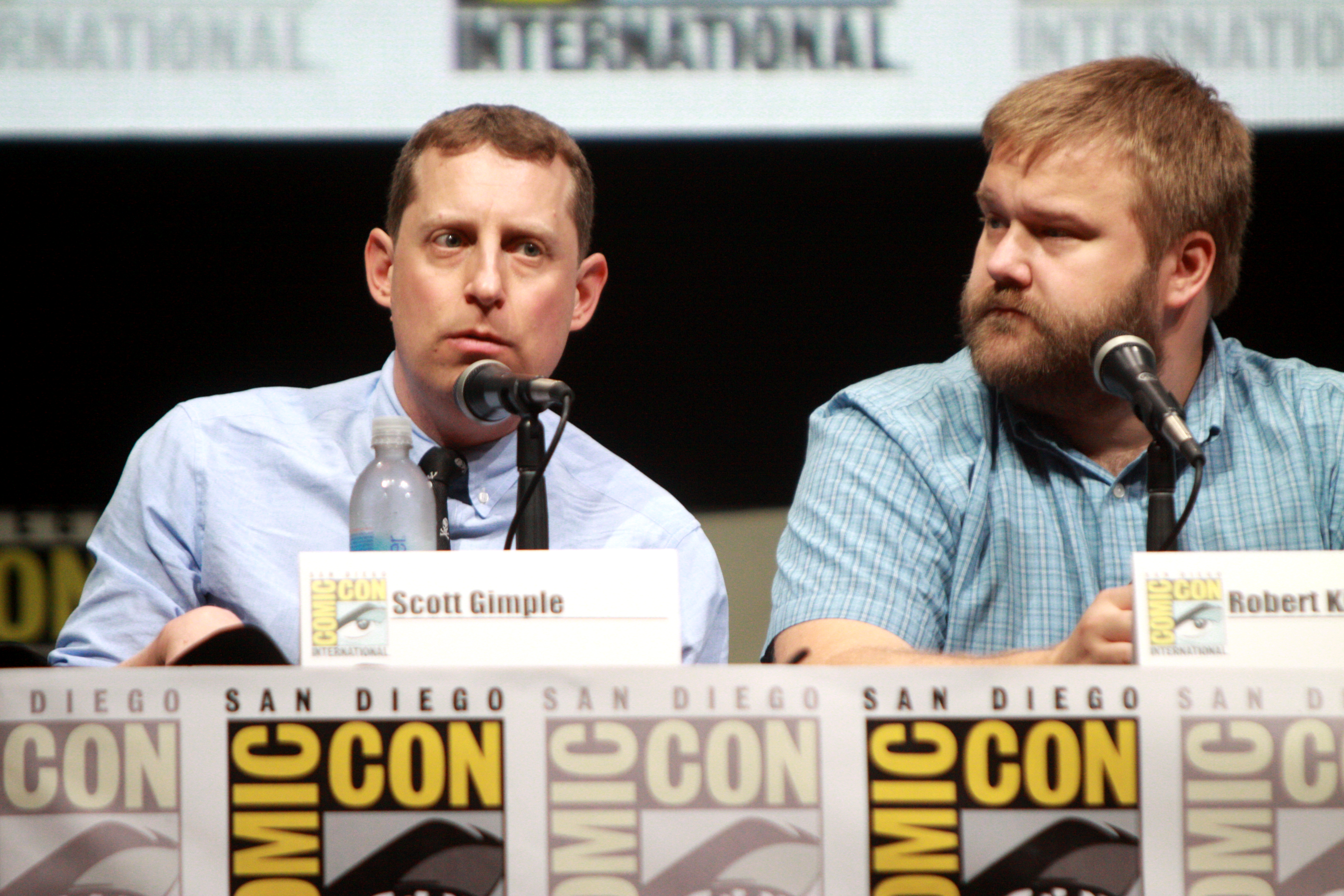
Gimple e Robert Kirkman al San Diego Comic-Con International nel 2013

### Sceneggiatore
- One Saturday Morning – cartone animato (1997)
- Pepper Ann – cartone animato (1997)
- Cuccioli della giungla – cartone animato, 1 episodio (1997)
- Fillmore! – cartone animato, 26 episodi (2002-2004)
- El Tigre – cartone animato (2007)
- American Dragon: Jake Long – cartone animato, 3 episodi (2005-2007)
- Drive – serie TV, 1 episodio (2007)
- Life – serie TV, 1 episodio (2007-2009)
- FlashForward – serie TV, 4 episodi (2009-2010)
- Chase – serie TV, 1 episodio (2010-2011)
- The Walking Dead – serie TV, 6 episodi (2011-2013)
- Ghost Rider - Spirito di vendetta - film (2012)
- Da Vinci's Demons – serie TV, 2 episodi (2013)
- The Walking Dead: The Ones Who Live – serie TV (2024)

### Produttore
- Fillmore! – cartone animato, 26 episodi (2002-2004) - creatore, produttore esecutivo
- Life – serie TV, 21 episodi (2007-2009) - supervisore alla produzione
- FlashForward – serie TV, 21 episodi (2009-2010) - supervisore esecutivo alla produzione
- Chase – serie TV, 1 episodio (2010-2011) - coproduttore
- The Walking Dead – serie TV, 171 episodi (2011-2022) - produttore esecutivo
- Tales of the Walking Dead - serie TV, 6 episodi (2022) - produttore esecutivo
- The Walking Dead: Dead City – serie TV (2023-in corso)
- The Walking Dead: The Ones Who Live – serie TV (2024)